# Empresa de Projetos Aeroespaciais do Brasil
A Empresa Pública de Projetos Aeroespaciais ou Empresa de Projetos Aeroespaciais do Brasil S.A. também se apresenta pelo nome comercial ALADA é uma empresa estatal brasileira não dependente (ou seja, não depende de repasses do governo federal para se manter), subsidiária da NAV Brasil, que fará a intermediação entre instituições governamentais e o mercado privado em assuntos relacionados especificamente a Exploração Espacial e a Industria Aeroespacial.
A empresa já está criada por lei, porém atualmente um grupo de trabalho dentro da NAV Brasil está responsável por construir de facto tudo que é necessário para que a empresa efetivamente comece a operar.

## Contexto
Em março de 2019 o Brasil assinou um Acordo de Salvaguardas Tecnológicas com os Estados Unidos visando o uso comercial do Centro Espacial de Alcântara, seja por meio de veículos lançadores estrangeiros ou empresas nacionais lançando satélites estrangeiros, considerando que 80% das peças de foguete do mundo são americanas, esse tratado foi necessário para que empresas de qualquer lugar do mundo pudessem negociar com o Brasil.
Após o acordo, o Brasil assinou contratos com múltiplas empresas comerciais para realizarem lançamentos do Brasil, incluindo a sul-coreana Innospace e a canadense C6 Launch, porém esses contratos de lançamento e exploração não permitiam lucro por parte do Brasil, as empresas somente estavam pagando pelo que elas gastavam e pela mão de obra da Força Aérea, mas não havia lucro, o artigo 173 da constituição federal brasileira deixa claro que a exploração de atividade econômica só se dará mediante empresa publica, sociedade de economia mista e/ou de suas subsidiárias.
Com esse contexto, a Força Aérea Brasileira retomou um antigo projeto de se criar uma estatal pro setor espacial, aos moldes da EMBRAER, para realizar o fornecimento dos laboratórios, centros de lançamento e veículos lançadores do Estado Brasileiro para uso de empresas comerciais do mundo todo.
A ALADA se assemelha a empresa indiana NewSpace India Limited, criada pelo governo indiano pelos mesmos motivos: realizar a exploração comercial do programa espacial indiano. Gerenciado pela Organização Indiana de Pesquisa Espacial.

## Serviços

### Serviço de Lançamento Espacial
A ALADA será responsável por gerenciar comercialmente os centros de lançamento brasileiros, oferecendo aos clientes acesso à infraestrutura terrestre e aos serviços operacionais necessários para o preparo, lançamento e rastreamento de veículos espaciais e suas respectivas cargas úteis
- Centro de Lançamentos de Alcântara
  - Benefícios
    - Plano orbital de 2° a 110° cerca de 99% das órbitas comerciais;
    - Acesso direto às principais órbitas de interesse comercial;
    - Maior capacidade de carga possível de ser transportada;
    - Clima Estável;

  - Aplicações
    - Lançamento de veículos lançadores leves a pesados;
    - Rastreamento e telemetria de veículos espaciais;
    - Lançamento de satélites comerciais para empresas nacionais e estrangeiras.
- Centro de Lançamentos da Barreira do Inferno
  - Benefícios
    - Plano orbital de 6° a 49° cerca de 60% das órbitas comerciais;
    - Baixo custo de operação;
    - Infraestrutura especializada em rastreio e telemetria;
    - Clima Estável.

  - Aplicações
    - Lançamento de veículos lançadores suborbitais ou orbitais de pequeno porte;
    - Centro para treinamento de especialistas em tecnologia espacial;
    - Rastreamento e telemetria de veículos espaciais;
    - Lançamento de satélites de pequeno porte.

- Rastreio, Telemetria e Operações Espaciais
  - Benefícios
    - Acompanhamento contínuo da localização e do estado de objetos em órbita;;
    - Prevenção de impactos entre satélites e fragmentos espaciais;
    - Prolongamento da durabilidade dos sistemas por meio de diagnósticos precoces;
    - Uso mais eficiente do combustível disponível.
    - Possibilidade de intervenções imediatas diante de falhas técnicas.

  - Aplicações
    - Lançamento e operação de satélites;
    - Manobras orbitais;
    - Monitoramento de objetos em órbita;
    - Consciência do Domínio Espacial;
    - Downlink de dados para meteorologia e monitoramento ambiental.

### Gerenciamento de Projetos Aeroespaciais
Na condição de contratante principal, a ALADA atuará como representante da governança e da soberania do Estado brasileiro em projetos aeroespaciais.

#### Veículo Lançador de Microssatélite
O Veículo Lançador de Microssatélites (VLM) é um foguete lançador de satélites cujo projeto remonta ao final da década de 80, tendo sido concebido como uma versão simplificada do VLS, para transportar cargas com massa de até 200 kg composta por mini, micro, nano e picosatélites.

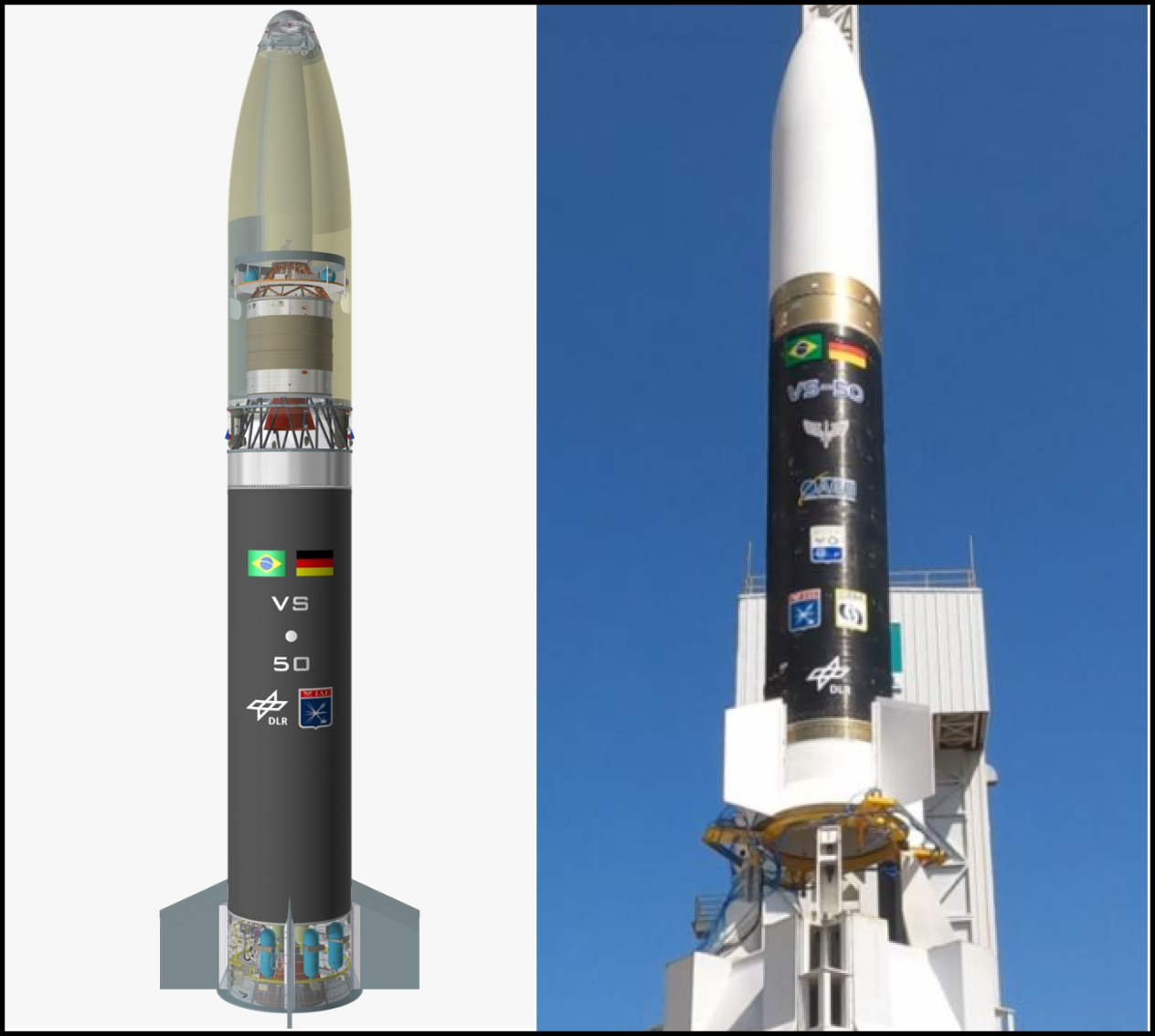
Imagem comparativa entre uma representação artística do foguete VS-50 e uma foto real do veículo na plataforma

A ALADA realizará a gestão do projeto, que atua como contratante principal, coordenando as etapas técnicas e estratégicas em nome do Estado brasileiro. Além de integrar diferentes instituições e fornecedores nacionais, a Alada promove o uso comercial do lançador e o fortalecimento da indústria aeroespacial, priorizando soluções de baixo custo e rápida resposta para o mercado de lançamentos orbitais, contratando fornecedores, como os fabricantes dos motores, e vendendo espaços de carga útil para empresas e instituições interessadas.

#### Motores Aeronáuticos
O Instituto de Aeronáutica e Espaço vem desenvolvendo nos últimos anos o motor aeronáutico TR5000, a ALADA seria responsável por contratar empresas para a fabricação industrial do motor além de realizar o intermédio para o uso dos laboratórios do IAE para que terceiros desenvolvam seus próprios motores.

#### Fabricação de Aeronaves
Segundo a ALADA eles também pretendem participar da fabricação de aeronaves, porém nada de concreto relacionado a isso foi divulgado.

### Comercialização de Produtos e Serviços Aeroespaciais

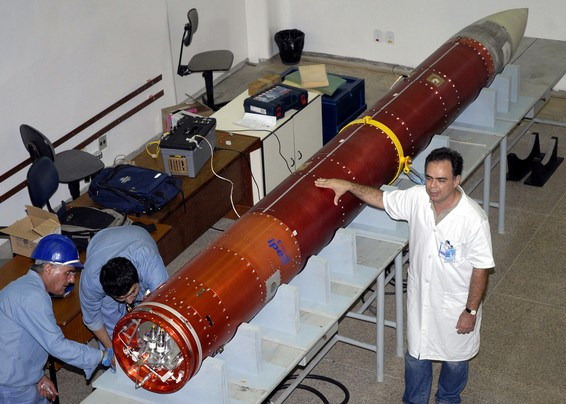
Plataforma MicroG, desenvolvida na Alemanha, sendo preparada para voar no foguete brasileiro VSB-30

A Alada será responsável pela comercialização dos produtos resultantes dos projetos que gerencia, incluindo o uso dos laboratórios de pesquisa aeroespacial do Departamento de Ciência e Tecnologia Aeroespacial, serviços de telemetria e outras tecnologias já desenvolvidas, como o foguete VSB-30.
Entre os serviços que a ALADA pretende oferecer nesse quesito estão os laboratórios do DCTA, como o TÚNEL AERODINÂMICO (TA-2), a Usina Coronel Abner, entre outras instalações, além da venda de lançamentos do foguete VSB-30.

## Polémicas
A criação da ALADA está coberta de polémicas, como ela ser criada como uma subsidiária da NAV Brasil, sendo que a NAV Brasil não tem nenhuma relação com atividades espaciais, sendo uma empresa de controle de trafego aéreo.